# Cornetín

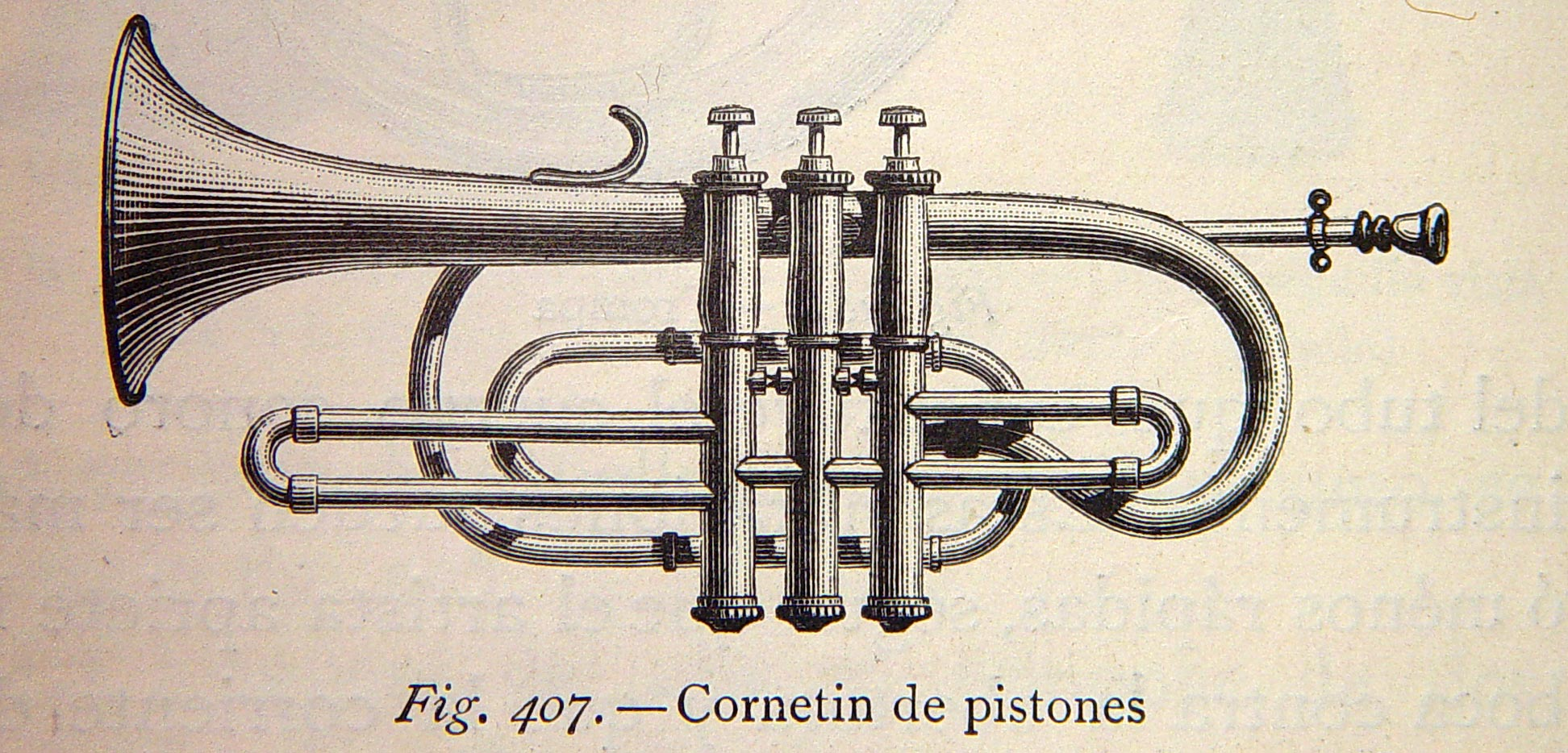
Cornetín de pistones

Se llama cornetín a un instrumento musical de viento más pequeño que la corneta que tiene cinco vueltas o tonos. 
Existen los cornetines sencillos con llaves o con pistones siendo estos los que se usan habitualmente y componen una parte de las orquestas o bandas de música de los regimientos. 